# Carry On my way
『Carry On my way』（キャリー・オン・マイ・ウェイ）は、日本の女性グループSPEEDの3枚目のオリジナルアルバムである。ファーストアルバムから4作連続（ベストアルバムを含む）でオリコン初登場1位を獲得する大ヒットとなった。

## 解説
- 解散表明後にリリースされた事実上のラストアルバムである（が、後の再結成でもオリジナル作品をリリースした）。
- 現在この作品が、シングル・アルバム含め、最後のオリコン週間ランキング1位獲得作品となっている。
- 化粧箱仕様で中には4人の顔が印刷された8面カードが封入された。
- 店舗によっては特典として2000年のミニカレンダーが配布された。
- 累計売り上げは88.5万枚(オリコン)。

## 収録曲
| 全作詞・作曲: 伊秩弘将、全編曲: 水島康貴。 |                                 |          |            |
| #                                          | タイトル                        | 作詞     | 作曲・編曲 |
| 1.                                         | 「Carry On my way」             | 伊秩弘将 | 伊秩弘将   |
| 2.                                         | 「蒼いリグレット」              | 伊秩弘将 | 伊秩弘将   |
| 3.                                         | 「Long Way Home」(Album Edit)   | 伊秩弘将 | 伊秩弘将   |
| 4.                                         | 「Deep Blue & Truth」           | 伊秩弘将 | 伊秩弘将   |
| 5.                                         | 「Luv Blanket」                 | 伊秩弘将 | 伊秩弘将   |
| 6.                                         | 「Breakin' out to the morning」 | 伊秩弘将 | 伊秩弘将   |
| 7.                                         | 「Snow Kiss」                   | 伊秩弘将 | 伊秩弘将   |
| 8.                                         | 「You are the moonlight」       | 伊秩弘将 | 伊秩弘将   |
| 9.                                         | 「Lookin' for Love」            | 伊秩弘将 | 伊秩弘将   |
| 10.                                        | 「Precious Time」               | 伊秩弘将 | 伊秩弘将   |
| 11.                                        | 「Two of us」                   | 伊秩弘将 | 伊秩弘将   |
| 12.                                        | 「Eternity」                    | 伊秩弘将 | 伊秩弘将   |
| 13.                                        | 「Confusion」                   | 伊秩弘将 | 伊秩弘将   |
| 14.                                        | 「Don't be afraid」             | 伊秩弘将 | 伊秩弘将   |

### 楽曲解説
1. Carry On my way
このアルバムの表題曲。ビデオクリップも制作された。
2. 蒼いリグレット
3. Long Way Home （Album Edit）　
11thシングル。アルバムバージョンで、アウトロが30秒ほどカットされている。
4. Deep Blue & Truth
5. Luv Blanket
6. Breakin' out to the morning
10thシングル。
7. Snow Kiss
2003年の再結成ツアー、2009年の全国ツアーで披露された。
2009年にリリースしたベストアルバム『SPEEDLAND -The Premium Best Re Tracks-』で新録されている。
1997年の冬、White LoveかSnow Kissどちらを発売するかでWhite Loveが選ばれた。プロデューサーの伊秩氏はSnow Kissになるのではと思っていたとのこと。
8. You are the moonlight
9. Lookin' for Love
10. Precious Time
9thシングル。シングル曲で初めて上原多香子と新垣仁絵のソロパートが作られた。
11. Two of us
12. Eternity
13. Confusion
11thシングル「Long Way Home」のカップリング曲。
14. Don't be afraid

## 商品規格
- TFCC-88142 定価￥3,059（廃盤）